# Ricardo Martínez Fuller
Ricardo Tomás Martínez Fuller, conocido como Champita y con los años Don Champita (Victoria, 1 de junio de 1925-ibídem, 17 de julio de 2006), fue un jinete de rodeo chileno, conocido por ser el hombre que se ha ubicado más veces entre los tres primeros en un rodeo. Corrió durante 56 años en los rodeos del sur de Chile.

## Biografía
Hijo de Arístides Martínez y de María Fuller Arriagada, fue el mayor de cinco hermanos. Desde pequeño trabajó en el campo, por lo que estuvo vinculado a las faenas agrícolas y, en especial, a los caballos desde muy temprano en las épocas donde se veían a los caballos no solo un medio de esparcimiento sino también de trabajo y transporte.
Corrió su primer rodeo a los 14 años junto a Diego Figueroa, montando a "Moneda" y "Pituca". Durante sus primeros años los resultados no le fueron muy favorables por lo que se dedicaba a mirar los rodeos desde las tribunas para ver los detalles de los grandes jinetes. Su ídolo era Segundo Guerra, un jinete con una gran técnica para correr la vaca.
La primera vez que corrió un Champion de un rodeo fue corriendo con Lilo Duffey en el Rodeo de Collipulli en 1944, alcanzando el segundo lugar. Comenzó a correr con un caballo llamado "Africano", que había pertenecido al Guatón Loyola, y ganaron los rodeos de Temuco, Curacautín, Traiguén, Cañete, Loncoche y Pucón. En unos años más corrió junto a Eliseo Calderón, a quien el mismo Martínez recuerda como un jinetazo. Juntos ganaron los rodeos de Traiguén, Victoria y Curacautín.

## Campeonatos nacionales
Una de sus mejores actuaciones en el Campeonato Nacional de Rodeo fue en el Campeonato Nacional de Rodeo de 1964, corrido en Ovalle. Corriendo con Julio Santos alcanzó el tercer lugar del Campeonato de Chile corriendo a las yeguas "Tentada" y "Bruja". Esa temporada fue excelente, pero no pudieron alcanzar el título, que fue para José Manuel Aguirre y Guillermo Aguirre. La revancha la tendrían el domingo siguiente ganándole el rodeo de Los Ángeles a los hermanos Aguirre, campeones de Chile.
La siguiente temporada fue todavía más auspiciosa. Tuvo un récord de 4 champion ganados (Lautaro, Traiguén, Victoria y Angol). En la final de San Fernando, corrieron el cuarto toro con 12 puntos, marcaron +8 pero no bastó para arrebatarle el triunfo a Ramón Cardemil y Ruperto Valderrama en las gloriosas "Percala" y "Pelotera".
En el Campeonato Nacional de Rodeo de 1970, celebrado en Osorno, conquistó el segundo lugar junto a Alejandro Hott en el "Tramposo" y el "Campero" con 24 puntos buenos, siendo superados solo por Pablo Quera y Raúl Cáceres. También llegó al cuarto toro en el Campeonato Nacional de Rodeo de 1973 con Juan Guzmán en "Campero" y "Gotera". En 1975 y 1978 también llega al cuarto toro acompañado por su hijo Ramón.
A principios de los 80' también clasifica a Rancagua (se comenzó a desarrollar el Campeonato Nacional solo en Rancagua), pero sin suerte en la final. 
A pesar de que estuvo muy cerca, jamás logra ser campeón de Chile, algo que no le afectaba mucho ya que su gran pasión era de arreglador de caballos. A pesar de nunca poder ser campeón nacional, en toda su carrera ganó más de 500 rodeos, cifra que la Federación del Rodeo Chileno cree que es difícil que sea igualada. El número total no se sabe exactamente, ya que en esos tiempos la federación no tenía el profesionalismo que tiene en la actualidad y los datos se iban perdiendo.
Don Ricardo Martínez fallece el lunes 17 de julio de 2006 a la edad de 81 años en su casa en el campo, acompañado de su señora, hija y nietos, en la comuna de Victoria. "Champita" Martínez, ganador de más de 500 champions a lo largo de su vida, será recordado por ser uno de los más carismáticos y grandes jinetes de todos los tiempos que tuviera el rodeo chileno. También será recordado por cuando montó a su yegua "Chicuita" y la corrió sin riendas dando un gran espectáculo que tuvo su mayor expresión al moverla en Rancagua el año 1971. El funeral fue muy masivo y asistió gente de todos los alrededores de Victoria y además de muchos aficionados y jinetes de rodeo.